# Cirebon
Cirebon este un oraș din Indonezia.